# Amadou Sidibé (entrepreneur)
Pour les articles homonymes, voir Sidibé.
 (mai 2021).
Amadou Sidibé est un architecte de formation et entrepreneur du monde agricole au Mali. 
Se définissant comme "archiculteur", il est le promoteur de la plus grande serre d'Afrique noire francophone.

## Biographie

### Enfance, éducation et débuts
Enfant, il passe beaucoup de temps à l'extérieur de Bamako, dans les champs de son père, Boubacar Sidibé, ancien ministre. De là nait un besoin de contact avec la terre qui le ramèneront à l'agriculture.
Il n’a aucune formation en agronomie, mais, est diplômé de l’Institut d’architecture de Moscou.

### Carrière
Amadou Sidibé est l'architecte du monument de l’Indépendance et du monument Al Qods. 
Innovant dans l'agriculture, il construit des serres multi-chapelles en créant Sidibé Agro-techniques avec des techniques d'irrigation goutte à goutte. Il conçoit et monitore les conditions sous serres de ses plantes et des intrants de sa production avec les outils informatiques,.
Il fait pousser du raisin de table dans ses serres près du désert.
Depuis 2002, Amadou Sidibé mène ses deux activités d’architecte basé à Bamako et d’agriculteur ayant des exploitations à Samaya et Kalibougou.